# 鲁瓦格利斯
鲁瓦格利斯（法語：Roiglise，法語發音：[ʁwaɡliz]）是法国上法蘭西大區索姆省的一个市镇，属于蒙迪迪耶区。

## 地理
鲁瓦格利斯（49°40'58"N, 2°49'49"E）面积5.67 平方千米，位于法国上法蘭西大區索姆省，该省份为法国北部沿海省份，北起加来海峡省和北部省，西接滨海塞纳省和大西洋英吉利海峡，南至瓦兹省，东临埃纳省。
与鲁瓦格利斯接壤的市镇（或旧市镇、城区）包括：卡雷皮、阿夫里库尔、马尔尼欧瑟里斯、尚皮安、鲁瓦、韦尔皮利耶尔。
鲁瓦格利斯的时区为UTC+01:00、UTC+02:00（夏令时）。

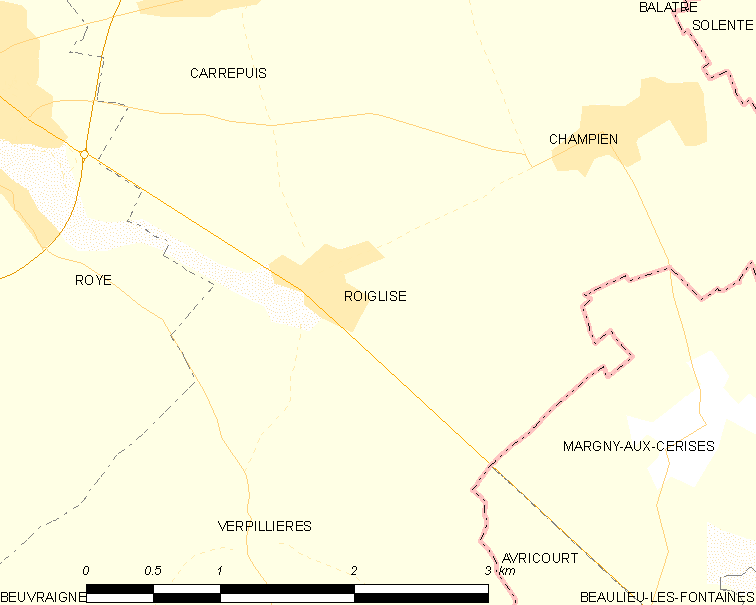
鲁瓦格利斯的OSM定位图

## 行政
鲁瓦格利斯的邮政编码为80700，INSEE市镇编码为80676。

## 政治
鲁瓦格利斯所属的省级选区为鲁瓦县。

## 人口

1962-2008年间鲁瓦格利斯人口变化图示

鲁瓦格利斯于2022年1月1日时的人口数量为153人。